# Головашенко, Сергей Куприянович
Сергей Куприянович Головашенко (1923—1943) — советский военнослужащий, участник Великой Отечественной войны, Герой Советского Союза (15.01.1944, посмертно). Красноармеец.

## Биография
Сергей Головашенко родился 27 марта 1923 года в селе Новоселье (ныне — Купинский район Новосибирской области) в крестьянской семье. Ещё в младенчестве остался сиротой, с 1924 года воспитывался в детском доме в Белово, где окончил семь классов средней школы. Затем окончил курсы трактористов при Беловском цинковом заводе, работал механизатором в колхозах «Прогресс» и имени Ильича в Киселёвском районе, а также в подсобном хозяйстве Беловского цинкового завода.
В июне 1941 года Головашенко был призван на службу в Рабоче-крестьянскую Красную Армию.
К лету 1943 года красноармеец Сергей Головашенко был пулемётчиком 1183-го стрелкового полка 356-й стрелковой дивизии 61-й армии Центрального фронта. Отличился во время Курской битвы и битвы за Днепр.
Во время боя у реки Машок в районе деревни Михнева Болховского района Орловской области он, несмотря на массированный вражеский огонь, подобрался к вражеской пулемётной точке и уничтожил её гранатами, обеспечив тем самым успех атаки подразделения. 28 сентября 1943 года вместе с группой бойцов переправился через Днепр в районе села Новосёлки Репкинского района Черниговской области Украинской ССР. В течение нескольких суток он в составе группы отражал непрерывные атаки противника, нанеся тому значительные потери. 4 октября 1943 года Головашенко погиб в бою за деревню Чернево.
Первоначально был похоронен на месте гибели в деревне Чернево Комаринского района Полесской области. В 1949 году перезахоронен в братскую могилу советских воинов и партизан в деревне Пирки (Брагинский район, Гомельская область, Белоруссия).
Указом Президиума Верховного Совета СССР «О присвоении звания Героя Советского Союза генералам, офицерскому, сержантскому и рядовому составу Красной Армии» от 15 января 1944 года за «образцовое выполнение боевых заданий командования по форсированию реки Днепр и проявленные при этом мужество и героизм» красноармеец Сергей Головашенко посмертно был удостоен высокого звания Героя Советского Союза.
Также был награждён орденом Ленина (15.01.1944, посмертно) и медалью «За отвагу» (20.07.1943).